# Denophoelus nosodermoides
Denophoelus nosodermoides är en skalbaggsart som först beskrevs av Horn 1878.  Denophoelus nosodermoides ingår i släktet Denophoelus och familjen barkbaggar. Inga underarter finns listade i Catalogue of Life.